# Yelizaveta Tishchenko
Yelizaveta Ivanovna Tishchenko (em russo:  Елизавета Ивановна Тищенко; Kiev, 7 de fevereiro de 1975) é uma ex-jogadora de voleibol da Rússia que competiu nos Jogos Olímpicos de 1996, 2000 e 2004.
Tishchenko esteve na primeira participação da seleção russa em Olimpíadas nos jogos de 1996, participando de oito jogos e finalizando na quarta colocação na competição olímpica. Em 2000, ela fez parte da equipe russa que conquistou a medalha de prata no torneio olímpico, no qual atuou em oito partidas. Quatro anos depois, ela jogou em oito confrontos e ganhou a segunda medalha de prata com o conjunto russo no campeonato olímpico de 2004.

## Premiações Individuais
- Melhor Atacante - Campeonato Europeu (2003)
- Melhor Atacante - Grand Prix de Voleibol (2003)
- Melhor Atacante - Campeonato Mundial (2002)
- Melhor Atacante - Grand Prix de Voleibol (2002)
- Melhor Atacante - Copa dos Campeões (2001)
- Melhor Atacante - Campeonato Europeu (2001)
- Melhor Atacante - Grand Prix de Voleibol (2001)
- Melhor Bloqueadora - Campeonato Europeu (1999)
- Melhor Atacante - Campeonato Europeu (1999)
- Melhor Atacante - Grand Prix de Voleibol (1999)
- Melhor Atacante - Grand Prix de Voleibol (1997)